# ام سی رن
ام سی رن (انگلیسی: MC Ren؛  تاریخ تولد ۱۶ ژوئن ۱۹۶۹) یک موسیقی‌دان اهل ایالات متحده آمریکا ست. وی از سال ۱۹۸۷ میلادی تاکنون مشغول فعالیت بوده‌است.